# Du lịch Hàn Quốc
Du lịch Hàn Quốc là một ngành của kinh tế Hàn Quốc. Trong năm 2007, Hàn Quốc thu hút được 6.400.000 du khách nước ngoài, là quốc gia thứ 36 thế giới về số lượng khách quốc tế đến tham quan . Hơn sáu triệu khách du lịch nước ngoài tham quan Hàn Quốc trong năm 2006 . Khách du lịch nước ngoài đã chi tiêu 2,31 tỷ đô la Mỹ năm 2006, Hàn Quốc đã xếp hạng 31 trong doanh thu du lịch trong năm 2006 Hầu hết khách du lịch Hàn Quốc không phải là người Triều Tiên đến từ Nhật Bản, Trung Quốc, Đài Loan, hay Hồng Kông. Sự phổ biến gần đây của văn hóa Hàn Quốc trong những nước này đã khiến cho ngành du lịch Hàn Quốc tăng trưởng nhanh. Seoul là địa điểm du lịch chủ yếu dành cho du khách không phải người Triều Tiên.
Các điểm đến du lịch nổi tiếng bên ngoài Seoul bao gồm vườn quốc gia Seorak-san, thành phố lịch sử Gyeongju, và đảo á nhiệt đới Jeju. Đi du lịch tới Bắc Triều Tiên thường là không thể ngoại trừ với sự cho phép đặc biệt, nhưng trong những năm gần đây tổ chức tour du lịch nhóm đã thực hiện dân Hàn Quốc tới núi Kŭmgangsan ở Bắc Triều Tiên.

## Du lịch quốc tế và nội địa
Phần lớn ngành du lịch Hàn Quốc được hỗ trợ bởi khách du lịch trong nước. Nhờ có mạng lưới rộng lớn các tuyến tàu hỏa và xe buýt, hầu hết điểm đến tại các thành phố lớn ở Hàn Quốc đều nằm trong phạm vi đi về một ngày. Khách du lịch quốc tế chủ yếu đến từ các nước lân cận ở châu Á. Nhật Bản, Trung Quốc, Hong Kong, và Đài Loan chiếm khoảng 75% tổng số khách du lịch quốc tế . Ngoài ra, làn sóng Hàn Quốc đã mang lại số lượng ngày càng tăng của khách du lịch từ Đông Nam Á.
Khách du lịch quốc tế thường nhập cảnh qua Sân bay quốc tế Incheon, gần Seoul, năm 2006 đã được bầu chọn là sân bay tốt nhất thế giới. Một số du khách khác nhập qua các cảng của quốc gia các sân bay quốc tế khác, đặc biệt là Busan.

## Sự hỗ trợ của chính phủ
Thông qua Bộ Văn hóa và Du lịch và cơ quan trực thuộc là Tổng cục du lịch Hàn Quốc (KTO), chính phủ Hàn Quốc làm việc tích cực để hỗ trợ du lịch trong phạm vi Hàn Quốc. Sự hỗ trợ này là nhằm thúc đẩy để thúc đẩy kinh tế địa phương, giảm việc chi tiêu ở nước ngoài của công dân Hàn Quốc, và để cải thiện hình ảnh quốc tế của đất nước. KTO nhắm đến mục tiêu thu hút 10 triệu lượt khách du lịch quốc tế đến Hàn Quốc vào năm 2010.